# Sender ID
En informatique, Sender ID est une norme d'authentification fiable du nom de domaine de l'expéditeur d'un courrier électronique.
Sender ID fonctionne par la publication, dans le DNS, d'un enregistrement (de type SPF ou, autrefois, de type TXT) indiquant quelles adresses IP sont autorisées à envoyer du courrier pour le domaine considéré. La syntaxe utilisée dans cet enregistrement est celle de SPF.
L'identité testée par Sender ID est celle indiquée par l'algorithme PRA (Purported Responsible Address, dans le RFC 4407). De manière très résumée, cet algorithme consiste à prendre les en-têtes suivants du message : Resent-Sender:, Resent-From:, Sender:, From: et à conserver le premier non-vide.
Sender ID peut aussi utiliser l'expéditeur indiqué par la commande MAIL FROM dans la session SMTP. 
Voici par exemple une partie de l'enregistrement Sender ID d'aol.com :
```
aol.com.                300     IN      TXT     "spf2.0/pra ip4:152.163.225.0/24 ...  ptr:mx.aol.com ~all"
```

Il indique que seules peuvent envoyer du courrier pour le compte d'aol.com (en utilisant l'algorithme PRA) :
- les machines du réseau 152.163.225.0/24,
- les machines dont le nom se termine par « mx.aol.com ».

Le reste de l'Internet (all) n'a probablement (le tilde veut dire « sans doute non ») pas le droit.
Sender ID est normalisé dans le RFC 4406.

## Controverses
Sender ID a notamment été critiqué pour le brevet logiciel que possède la société Microsoft sur l'algorithme PRA, brevet qui pourrait permettre à cette dernière de bloquer les mises en œuvre de Sender ID qui ne lui plaisent pas, dans certains pays ou les brevets logiciels sont autorisés, comme les États-Unis, mais pas dans la communauté européenne. Microsoft a, par exemple, proposé une licence pour son brevet qui excluait certaines licences de logiciel libre comme la GPL.
D'autre part, Sender ID n'a été publié par l'IETF qu'avec un avertissement important dans le RFC qui note que certaines parties de Sender ID violent d'autres normes de l'Internet.